# Ali Afif
Ali Hassan Afif Yahya (arabe : علي عفيف) (né le 20 janvier 1988 à Doha au Qatar) est un footballeur international qatarien, qui évolue au poste d'attaquant.

## Biographie

### Carrière en club
Il remporte la Ligue des champions de l'AFC en 2011 avec le club d'Al Sadd. Il participe ensuite à la Coupe du monde des clubs de la FIFA 2011 organisée au Japon.

### Carrière en sélection
Avec l'équipe du Qatar, il joue 39 matchs (pour 6 buts inscrits) entre 2007 et 2013.
Il figure dans le groupe des sélectionnés lors des coupes d'Asie des nations de 2007 et de 2011. Il atteint les quarts de finale de cette compétition en 2011.
Il dispute également quatre matchs comptant pour les tours préliminaires de la coupe du monde 2010.
Il joue enfin la Coupe du monde des moins de 17 ans 2005 organisée au Pérou.

## Palmarès
| Lekhwiya - Championnat du Qatar (5) : - Champion : 2012, 2014, 2015, 2017 et 2018. - Coupe Crown Prince (1) : - Vainqueur : 2013.                                                   |  | Al Sadd \| - Championnat du Qatar (2) : - Champion : 2005-06 et 2006-07. - Coupe du Qatar (2) : - Vainqueur : 2004-05 et 2006-07. - Coupe Crown Prince (3) : - Vainqueur : 2006, 2007 et 2008. \| \| - Coupe Sheikh Jassem (1) : - Vainqueur : 2006. - Ligue des champions (1) : - Vainqueur : 2011. \| |
| - Championnat du Qatar (2) : - Champion : 2005-06 et 2006-07. - Coupe du Qatar (2) : - Vainqueur : 2004-05 et 2006-07. - Coupe Crown Prince (3) : - Vainqueur : 2006, 2007 et 2008. |  | - Coupe Sheikh Jassem (1) : - Vainqueur : 2006. - Ligue des champions (1) : - Vainqueur : 2011. |